# والنتینا کوپان
والنتینا کوپان (انگلیسی: Valentina Kovpan; ۲۸ فوریهٔ ۱۹۵۰ – ۱۲ مهٔ ۲۰۰۶) کماندار اهل اوکراین بود.